# Liste der Kulturdenkmale in Ravenstein
In der Liste der Kulturdenkmale in Ravenstein sind unbewegliche Bau- und Kunstdenkmale aller Stadtteile von Ravenstein aufgeführt. Die Stadt Ravenstein besteht aus den ehemaligen Städten und Gemeinden Ballenberg, Erlenbach, Hüngheim, Merchingen, Oberwittstadt und Unterwittstadt. Grundlage für diese Liste ist die vom Regierungspräsidium Karlsruhe herausgegebene Liste der Bau- und Kunstdenkmale.
Diese Liste ist nicht rechtsverbindlich. Eine rechtsverbindliche Auskunft ist lediglich auf Anfrage bei der Unteren Denkmalschutzbehörde der Stadt Ravenstein erhältlich.

## Allgemein
- Bild: Zeigt ein ausgewähltes Bild aus Commons, „Weitere Bilder“ verweist auf die Bilder im Medienarchiv Wikimedia Commons.
- Bezeichnung: Nennt den Namen, die Bezeichnung oder die Art des Kulturdenkmals.
- Lage: Straßenname und Hausnummer oder Flurstücknummer des Kulturdenkmals, gegebenenfalls auch den Ortsteil. Die Grundsortierung der Liste erfolgt nach dieser Adresse. Der Link (Karte) führt zu verschiedenen Kartendiensten mit der Position des Kulturdenkmals. Fehlt dieser Link, wurden die Koordinaten noch nicht eingetragen. Sind diese bekannt, können sie über ein Tool mit einer Kartenansicht einfach nachgetragen werden. In dieser Kartenansicht sind Kulturdenkmale ohne Koordinaten mit einem roten bzw. orangen Marker dargestellt und können durch Verschieben auf die richtige Position in der Karte mit Koordinaten versehen werden. Kulturdenkmale ohne Bild sind an einem blauen bzw. roten Marker erkennbar.
- Datierung: Baubeginn, Fertigstellung, Datum der Erstnennung oder grobe zeitliche Einordnung entsprechend des Eintrags in der zuständigen Denkmaldatenbank (Landesamt für Denkmalpflege Baden-Württemberg).
- Beschreibung: Kurzcharakteristik des Kulturdenkmals.

## Bau- und Kulturdenkmale der Stadt Ravenstein

### Ballenberg
Bau-, Kunst- und Kulturdenkmale in Ballenberg:
| Bild           | Bezeichnung             | Lage                                           | Datierung | Beschreibung | ID |
| -------------- | ----------------------- | ---------------------------------------------- | --------- | --- | -- |
| Weitere Bilder | St. Johannes der Täufer | Bischof-Gerlach-Straße 1 (Karte)               | 1796      | Katholische Pfarrkirche Sankt Johannes Baptist, Saalkirche mit polygonalem Chor, erbaut 1796 in klassizistischen Formen von A. Beckert am Miltenberg, Hochaltar um 1800 von G. Schäfer, Seitenaltäre von J. Ganz, Kirchhof mit Friedhofsmauer (Sachgesamtheit mit Hochkreuz von 1906 und Kriegsdenkmal).                                       |    |
|                | Fachwerkhaus            | Bischof-Gerlach-Straße 8 (Karte)               |           | Fachwerkhaus |    |
|                | Fachwerkhaus            | Bischof-Gerlach-Straße 10 (Karte)              |           | Fachwerkhaus |    |
| Weitere Bilder | Rathaus                 | Stadtstraße 17 (Karte)                         | 16. Jh.   | Ehemaliges Rathaus, zweigeschossiges Fachwerktraufenhaus mit Krüppelwalm, Erdgeschoss massiv, Rundbogentor und Eingangsportal, bezeichnet 1914, (umgebaut) wohl 18. Jahrhundert (Türblatt), kleiner Keller, Eingangstürblatt alt. Inneres: Holzsäule, Treppen unversehrt neu, ein Eingangsportal datiert 1595 (wohl auf Vorgängerbau bezogen). |    |
|                | Lorenzkapelle           | Georg-Metzler-Straße 50 (Karte)                | 1846      | Lorenzkapelle, Friedhofskapelle, jetzt Leichenhalle einschiffiger Raum mit seitlichem Anbau und Dachreiter, erbaut 1846 (Wappen). |    |
|                | Kriegerdenkmal          | Georg-Metzler-Straße, vor dem Friedhof (Karte) |           | Kriegerdenkmal |    |
|                | Bildstock               |                                                |           | Bildstock |    |
|                | Bildstock               |                                                |           | Bildstock |    |
|                | Bildstock               |                                                |           | Bildstock |    |
|                | Bildstock               | (Karte)                                        |           | Kapellenbildstock, helles Ziegelsteinmauerwerk, innen verputzt, Holzaltar mit drei verschieden großen Statuen (Hl. Wendelinus, Hl. Antonius, Muttergottes mit Kind), Keramik, kleines Gebäude aus Mauerwerk, auf drei Seiten geschlossen, mit Ziegeln gedecktes Satteldach.                                                                    | BW |

### Erlenbach
Bau-, Kunst- und Kulturdenkmale in Erlenbach:
| Bild | Bezeichnung    | Lage                   | Datierung | Beschreibung | ID |
| ---- | -------------- | ---------------------- | --------- | --- | -- |
|      | St. Margareta  | Tulpenstraße 3 (Karte) | 1796      | Katholische Kirche St. Margareta, einschiffiger Bau mit halbrundem Chor, Dachreiter und gut gegliedertem West- und Südportal, erhaltenswerte Innenausstattung (Kreuzwegstationen), bezeichnet in den Schlusssteinen 1796. | BW |
|      | Wasserbehälter | Rosenweg 12            | 1913      | Wasserbehälter, kleines Gebäude im Hang aus Kalk- und Sandstein, Sandsteingewände, tempelartiger Giebelaufbau, im Tympanon bez. 1913.                                                                                     |    |

### Hüngheim
Bau-, Kunst- und Kulturdenkmale in Hüngheim:
| Bild           | Bezeichnung    | Lage                        | Datierung | Beschreibung | ID |
| -------------- | -------------- | --------------------------- | --------- | --- | -- |
|                | Kapelle        | Brahmsstraße 6 (Karte)      | 18. Jh.   | Kapelle des Hl. Antonius, 18. Jh., im Kern wohl älter, verputztes Mauerwerk, Ziegeldach, Holzaltar, Keramikfigur, kleines, begehbares Gebäude, rechteckiger Grundriss, Satteldach, Tür, zwei kleine Milchglasfenster, Altartisch, Aufbau mit Statue, Knie- und Sitzbank, Inschrift am Sockel der Statue: Hl. Antonius / du grosser Wunderthäter / bitte für uns! |    |
|                | Schulhaus      | Mozartstraße 17 (Karte)     | 1911–1914 | Ehemals Schulhaus, zweigeschossig, verputzt, Massivgebäude mit Mansarddach und Zwerchhaus, erbaut 1911–1914. |    |
|                | Valentinusheim | Schubertstraße 2 (Karte)    | 1903      | Valentinusheim. Kindergarten, Inschrift über Eingang "Valentinus-Heim, Stockertstiftung" eingeschossiger Klinkersandsteinbau mit Krüppelwalm und Dachgaube, Sandsteingewände, erbaut 1903 (Original-Türblatt). |    |
| Weitere Bilder | St. Gertrud    | Schubertstraße 19 (Karte)   | 1753      | Katholische Kirche St. Gertrud, Saalkirche mit einfachen Barockformen, Dachreiter, Westportal, bezeichnet 1753 (Sachgesamtheit mit Friedhof und Hochkreuz). |    |
|                | Friedhof       | Schubertstraße 19/1 (Karte) |           | Alter Kirchhof und angrenzender Friedhof (Hausnr. 19/1) mit Umfassungsmauer, Hochkreuz des 19. Jahrhunderts, Grabmal Erzbischof Kern, Grabmal Stockert, des Stifters des Kindergartens Valentinusheim (zur Sachgesamtheit Kirche). | BW |
|                | Friedhofskreuz | Schubertstraße 19/1         | 19. Jh.   | Friedhofskreuz. Hochkreuz des 19. Jahrhunderts. |    |
|                | Gedenkkreuz    |                             |           | Gedenkkreuz |    |

### Merchingen
Bau-, Kunst- und Kulturdenkmale in Merchingen (mit dem Dorf Merchingen, dem Ort Dörnishof und dem Wohnplatz Untere Mühle):
| Bild           | Bezeichnung                          | Lage                                  | Datierung | Beschreibung | ID |
| -------------- | ------------------------------------ | ------------------------------------- | --------- | --- | -- |
| Weitere Bilder | ehemalige Synagoge/ Herz-Jesu-Kirche | Buchenweg 15 (Karte)                  | 1737      | Ehemalige Synagoge, heute katholische Filialkirche zum hl. Herzen Jesu, zweigeschossig, Putzbau mit Glockenturm, 1737 erworben und umgebaut, seit 1827 Sitz der Bezirkssynagoge, 1938 im Inneren zerstört, 1951 umgebaut.               |    |
|                | Schule                               | Lindenplatz 1 (Karte)                 | 1880/81   | Schule, zweigeschossig, Sandsteinbau mit Mittelrisalit, erbaut 1880/81. Die Schule wurde mit drei Schulzimmern im Erdgeschoss und zwei Lehrerwohnungen im ersten Obergeschoss an der Stelle eines vorhergehenden Schulhauses errichtet. |    |
|                | Kriegerdenkmal                       | Lindenplatz 1, vor der Schule (Karte) |           | Kriegerdenkmal |    |
| Weitere Bilder | Schloss Merchingen                   | Lindenplatz 2 (Karte)                 |           | Schloss Merchingen |    |
| Weitere Bilder | Evangelische Kirche                  | Lindenplatz 3 (Karte)                 | 1846      | Evangelische Kirche Merchingen, dreischiffige Emporenkirche mit Westturmfassade, erbaut 1846 in neugotischen Formen. |    |

### Oberwittstadt
Bau-, Kunst- und Kulturdenkmale in Oberwittstadt (mit dem Dorf Oberwittstadt, dem Weiler Schollhof und der Wohnplatz Heckmühle):
| Bild           | Bezeichnung                  | Lage                                                            | Datierung | Beschreibung | ID                       |
| -------------- | ---------------------------- | --------------------------------------------------------------- | --------- | --- | ------------------------ |
| Weitere Bilder | Bonifatius-Nothelfer-Kapelle | Brentanostraße 13 (Karte)                                       | 12. Jh.   | Vierzehn-Nothelfer-Kapelle, Bonifatiuskapelle, gerahmt von zwei Bäumen. Sandsteinbau mit Dachreiter, im Kern 12. Jahrhundert, Spitzbogentonnengewölbe, Umbau im 15. Jahrhundert, Kopie eines romanischen Kruzifixes (Original im Augustinermuseum in Freiburg), Holzfiguren in einem neugotischen Retabel, 14. u. 15. Jahrhundert in Kopie, Gemälde der 14 Nothelfer um 1800. |                          |
|                | Bildstock                    | Brentanostraße 13, bei der Bonifatius-Nothelfer-Kapelle (Karte) |           | Bildstock |                          |
| Weitere Bilder | St. Peter und Paul           | Herderstraße 11 (Karte)                                         |           | Katholische Kirche St. Peter und Paul in Oberwittstadt | Wikidata-Objekt anzeigen |
| Weitere Bilder | Glocken                      | Herderstraße 11                                                 |           | Drei historische Glocken neben der katholischen Kirche St. Peter und Paul in Oberwittstadt |                          |
| Weitere Bilder | Heilighaus                   | Herderstraße 19 (Karte)                                         | 1787      | Sog. „Heilighaus“, Wohnhaus, zweigeschossig, verputzt, Fachwerktraufenhaus mit Oberlichtohrenportal (originale Türblätter), bezeichnet 1787. |                          |
|                | Bildstock                    |                                                                 |           | Bildstock |                          |
|                | Bildstock                    |                                                                 |           | Bildstock |                          |
|                | Kapelle                      | Schollhof 14                                                    | 1899      | Kapelle, einfacher Putzbau mit Chor, erbaut 1899. |                          |

### Unterwittstadt
Bau-, Kunst- und Kulturdenkmale in Unterwittstadt:
| Bild           | Bezeichnung | Lage                     | Datierung | Beschreibung | ID |
| -------------- | ----------- | ------------------------ | --------- | --- | -- |
|                | Rathaus     | Baulandstraße 10 (Karte) | 19. Jh.   | Ehemaliges Rathaus, heute Wohnhaus und Milchsammelstelle, zweigeschossiger massiver Putzbau mit Krüppelwalmdach, 19. Jahrhundert, im Kern älter. | BW |
| Weitere Bilder | St. Michael | Kirchenäckerweg (Karte)  |           | St. Michael |    |
| Weitere Bilder | Bildstock   |                          |           | Bildtafel bei der Kirche St. Michael |    |
|                | Bildstock   |                          |           | Bildstock an Hauswand |    |
|                | Schild      |                          |           | Schild |    |